# Halle aux blés de Durbuy
La halle aux blés appelée aussi ancienne halle d’Ursel, vieille dîmière ou maison espagnole est un immeuble du XVIe siècle situé dans le centre de la petite ville de Durbuy dans le nord de la province de Luxembourg en Belgique.

## Localisation
La halle aux blés est située rue du Comte d'Ursel, la rue principale traversant Durbuy.

## Historique et description
Mentionnée dès 1380, la halle date dans son état actuel du XVIe siècle (vers 1530-1540). Toutefois, elle a perdu environ la moitié arrière de sa structure en 1639.
Parmi un ensemble homogène et pittoresque de maisons anciennes, la halle se distingue par son pignon à colombage alors que le soubassement et les autres façades sont bâties en pierres calcaires typiques de la région de la Calestienne. Ce colombage est formé de dix niveaux alignant le plus souvent des croix de Saint-André (treize au maximum par niveau). Entre ces colombages, du crépi de couleur rouge a été utilisé.
La halle témoigne de la prospérité de Durbuy à cette époque, grâce au développement de la métallurgie. Tout à la fois marché couvert et maison de la magistrature, elle tenait le rôle de « maison communale » : la Haute Cour, la Cour féodale et la Cour d’échevinage de Durbuy s’y réunissaient. L'appellation de halle aux blés apparue au XIXe siècle est réductrice : beaucoup d'autres denrées (et assez rarement du blé) étaient entreposées dans ce marché couvert. 
Le bâtiment actuel (classé depuis le 23/11/1976 au patrimoine majeur de la Région wallonne et depuis le 27/05/2009 sur la liste du patrimoine exceptionnel de la Région wallonne) a été restauré en 2005 et accueille des expositions culturelles.

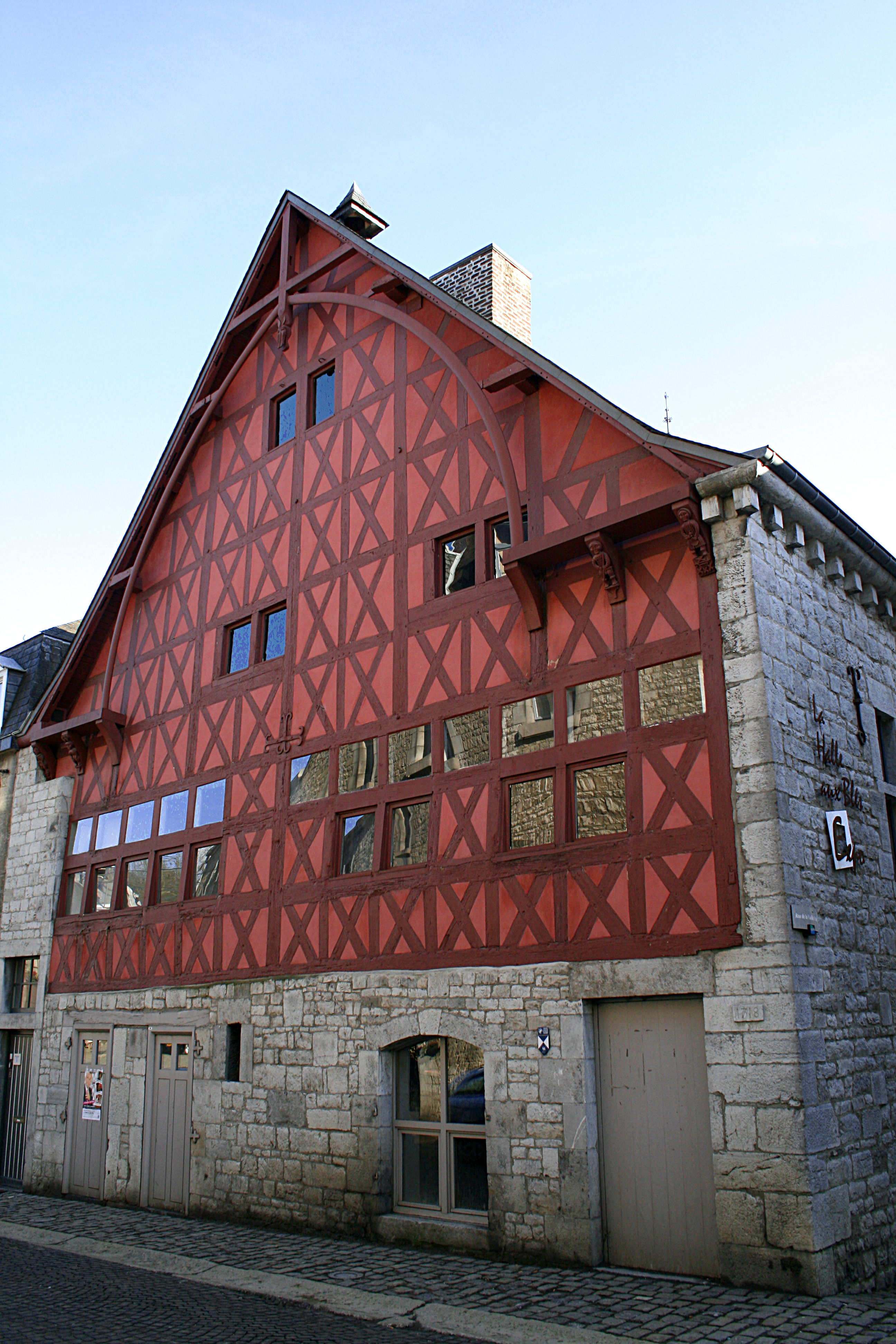
Halle aux blés